# Nati nel 1452
| Questa pagina contiene informazioni ricavate automaticamente dalle voci biografiche con l'ausilio del template Bio e di un bot. L'aggiornamento è periodico e automatico e ricostruisce completamente la pagina. Se manca una persona in questa lista, sei pregato di non aggiungerla, ma accertati piuttosto che la sua voce biografica contenga il template Bio e che i dati anagrafici siano correttamente compilati. Se il template Bio manca, inseriscilo tu stesso o, in alternativa, metti l'avviso {{tmp\|Bio}} che ne segnala la mancanza. Se i dati riportati sono sbagliati, correggi direttamente la voce biografica; le modifiche saranno visibili in questa lista entro pochi giorni. Per chiarimenti vedi il progetto biografie. La lista contiene solo le 27 persone che sono citate nell'enciclopedia e per le quali è stato implementato correttamente il template Bio. Pagina aggiornata al 10 ago 2025. |

- 2 febbraio - Battista Fregoso, doge († 1504)
- 6 febbraio - Giovanna d'Aviz, principessa portoghese († 1490)
- 14 febbraio - Pandolfo Petrucci, politico italiano († 1512)
- 10 marzo - Ferdinando II d'Aragona, re († 1516)
- 14 marzo - David Ghirlandaio, pittore italiano († 1525)
- 15 aprile - Leonardo da Vinci, scienziato, inventore e artista italiano († 1519)
- 18 aprile - Rodolfo Gonzaga, nobile e condottiero italiano († 1495)
- 3 agosto - Ludovico il Moro, nobile italiano († 1508)
- 12 agosto - Abraham Zacuto, storico, astronomo e matematico spagnolo († 1515)
- 25 agosto - Bernardo Bellincioni, poeta italiano († 1492)
- 21 settembre - Girolamo Savonarola, religioso, politico e predicatore italiano († 1498)
- 2 ottobre - Riccardo III d'Inghilterra, sovrano († 1485)
- Ivo d'Allegri, condottiero francese († 1512)
- Attavante Attavanti, artista italiano († 1517)
- Guido Brandolini, condottiero italiano († 1503)
- Paolo Cappello, politico e generale italiano († 1532)
- Neri di Gino Capponi, politico italiano († 1519)
- Prospero Colonna, generale italiano († 1523)
- Giorgio Corner, politico italiano († 1527)
- Pierre de La Rue, compositore fiammingo († 1518)
- Pietro del Donzello, pittore e architetto italiano († 1509)
- Ramiro de Lorca, mercenario spagnolo († 1502)
- Bérault Stuart d'Aubigny, nobile e condottiero francese († 1508)
- Johannes Stöffler, astronomo tedesco († 1531)
- Sünbül Efendi, mistico turco († 1529)
- Robert Willoughby, I barone Willoughby de Broke, ufficiale e nobile inglese († 1502)
- Galeotto II del Carretto, marchese († 1482)